# Червоногвардейское (Сумская область)
Червоногвардейское (укр. Червоногвардійське) — упразднённое село,
Зарудянский сельский совет,
Роменский район,
Сумская область,
Украина. Исключено из учётных данных в 2015 году.
Код КОАТУУ — 5924185004. Население по переписи 2001 года составляло 1 человек.

## Географическое положение
Село Червоногвардейское находится на расстоянии в 0,5 км от села Малое.
По селу протекает пересыхающий ручей с запрудой.